# Зигфрид II фон Кверфурт
Зигфрид фон Кверфурт (на немски: Siegfried II von Querfurt; * пр. 1279; † 5 май 1310) от фамилията на графовете на Кверфурт от род Мансфелд, е от 1279 до 1310 г. като Зигфрид II епископ на Хилдесхайм.

## Биография
Tой е син на Буркхард II (VI) фон Кверфурт († сл. 1254/1258), бургграф на Магдебург, граф на Мансфелд-Шрапелау, и съпругата му бургграфиня София фон Мансфелд († 1233). Брат му Буркхард III фон Кверфурт († 1279) е бургграф на Кверфурт.
Зигфрид първо е катедрален дехант в катедралата на Магдебург. На 18 юли 1279 г. е избран за епископ на Хилдесхайм. Той има конфликти с Херцогство Брауншвайг-Люнебург и е главна фигура през „Херлингсбергската война“.
На 5 септември 1291 г. Зигфрид подарява парцел на образуващия се миноритски манастир на францисканския орден в стария град Хановер. Той дава на Гронау права на град, построява ок. 1292 г. замък в Либенбург и в Руте (днес част от Зарщет). През 1302 г. купува собствености във Вестерхоф (днес част от Калефелд), а през 1310 купува Графството Дасел за манастир Хилдесхайм. Зигфрид потвърждава градските права на град Хилдесхайм.